# Petăr Draganov
Petăr Draganov (în bulgară Петър Драганов; n. 1/13 februarie 1857, Comrat, Imperiul Rus – d. 7 februarie 1928, Comrat, România) a fost un bibliograf, filolog, etnograf, istoric și macedonist țarist rus, apoi român, de origine gagauza-bulgară.

## Biografie
S-a născut în satul Comrat din ținutul Bender, Basarabia (Imperiul Rus) într-o familie săracă de coloniști bulgari.
În 1875 a absolvit Școala bulgară din Comrat. Din 1875 până în 1877 a studiat la un gimnaziu din Chișinău, iar din 1877 până în 1880, la gimnaziul Nr. 2 din Harkov, după care a fost admis la Universitatea din Harkov. În 1882 s-a transferat la Universitatea din Sankt Petersburg, pe care a absolvit-o în 1885 cu o diplomă. La Sankt Petersburg a lucrat sub conducerea slavistului Vladimir Lamanski.
Din 1885 până în 1887 a predat istorie generală, slavonă bisericească, limbă și literatură bulgară, latină și geografie la gimnaziul bulgar din Salonic. A trimis în mod repetat corespondență și informații din Macedonia otomană, care au fost publicate în „Știrile societății slave din St. Petersburg” (Изв. Петерб. Славянского общества), Журнал Министерства народного просвещения („Jurnalul Ministerului Educației Publice”) și alte publicații rusești.
La Salonic a venit inițial cu convingerea că vorbitorii slavi din Macedonia sunt bulgari. Cu toate acestea, după numeroase cercetări pe care le-a efectuat în Macedonia otomană, a venit cu propria opinie științifică, susținând că Macedonia este o unitate etno-geografică separată din Balcani, iar dialectele macedonene formează o limbă separată. La Sankt Petersburg, slavistul proeminent Piotr Lavrov a criticat dur conceptul lui Draganov. Ca urmare a acestei afirmații și a credințelor sale personale, a fost trimis înapoi (1887) în Rusia, unde a pus bazele macedonisticii.
În anii 1887-1895 a fost profesor de limba și literatura rusă în școlile și gimnaziile din Comrat, Sevastopol (din 1890 la Școala reală din Sevastopol) și Chișinău (din 1893 la un gimnaziu pentru fete).
La 1 ianuarie 1896 a devenit asistent bibliotecar în cadrul Departamentului de manuscrise al Bibliotecii Publice Imperiale ruse cu atribuirea funcțiilor de șef al secției de slavistică. A cunoscut dificultăți financiare severe, în legătură cu care, la 25 octombrie 1904, a fost obligat să demisioneze de la Biblioteca Publică și să se întoarcă la predare la școala reală din Comrat.

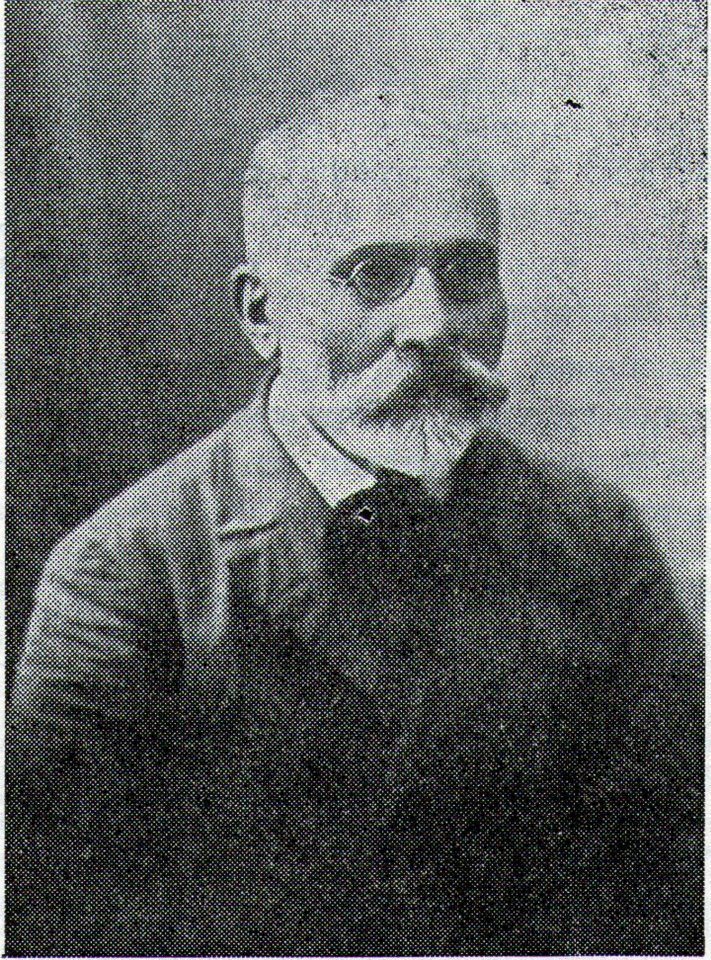
Draganov în 1927

Între anii 1904-1926 a fost inspector și director în școli și gimnazii din Astrahan, Samara, Cahul și Bolgrad.